# العالم اليوناني الروماني

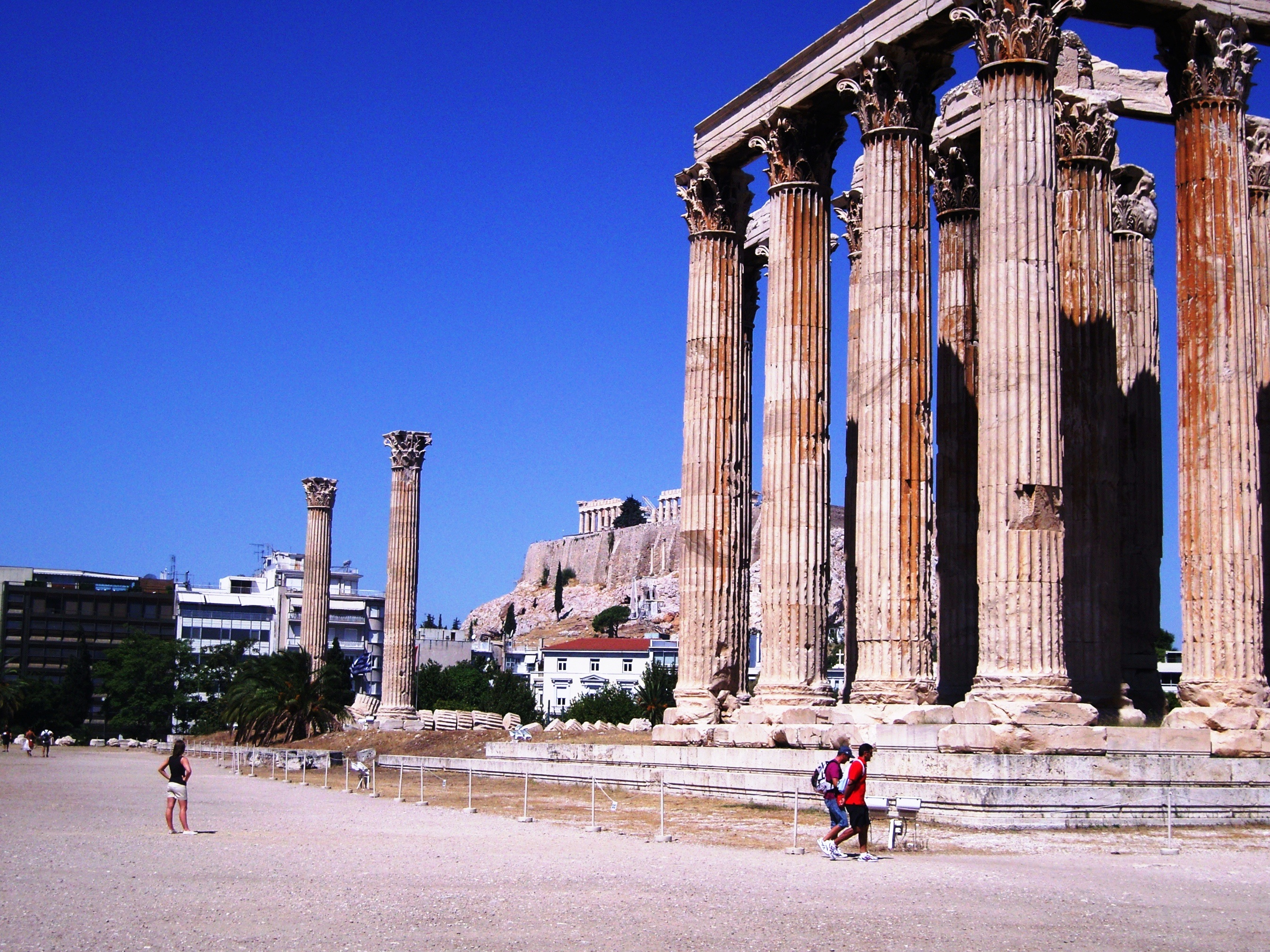
معبد زيوس الأولمبي في أثينا، بدأ البناء من قبل بيسيستراتوس في القرن 6 قبل الميلاد و اكتمل منه إمبراطور روماني هادريان في القرن 2 الميلادي.

يشير العالم اليوناني الروماني، أو الثقافة اليونانية الرومانية أو مصطلح يوناني روماني، عند استخدامه كصفة، كما يُفهم من قبل العلماء والكتاب الحديثين، إلى تلك الدول والمناطق الجغرافية التي تأثرت ثقافتها (وأيضًا تاريخها) بشكل مباشر وجوهري وطويل الأجل بلغة الإغريق والرومان القدماء، بالإضافة إلى ثقافتهم وحكمهم ودينهم. يُعرف أيضًا باسم الحضارة الكلاسيكية. وبعبارات أدق، تشير هذه المنطقة إلى «عالم منطقة البحر المتوسط»، والمساحات الشاسعة من الأراضي المتمركزة على حوضي البحر الأبيض المتوسط والبحر الأسود، اللذين كانا بمثابة «أحواض السباحة ومنتجعات» الإغريق والرومان، أي حيث هيمنت المفاهيم الثقافية والأفكار والحساسيات الخاصة بهذه الشعوب.
دُعمت هذه العملية بواسطة التبني العالمي لليونانية باعتبارها لغة الثقافة والتجارة في البحر الأبيض المتوسط، وتبني اللاتينية كلغة الإدارة العامة والقضايا القانونية، وبشكل خاص في غرب البحر المتوسط.
رغم أن اليونانية والرومانية لم تصبحا أبدًا المصطلحات الأم لدى الفلاحين الريفيين الذين شكلوا الغالبية العظمى من سكان الإمبراطورية، فقد كانتا لغتي سكان المدن والنخب العالمية، ولغتي التواصل المشترك بين الشعوب، حتى ولو كانت مجرد لهجات متنوعة ومشوهة لأولئك الذين عاشوا داخل الأقاليم الكبيرة والسكان الذين سكنوا خارج المستوطنات المقدونية والمستعمرات الرومانية. تكلم كل المواطنين الرومانيين ذوي الشهرة والإنجازات، بغض النظر عن جذورهم العرقية، اليونانية و/أو اللاتينية وكتبوا بها، مثل الحقوقي الروماني والمستشار الامبراطوري أولبيان ذي الأصول الفينيقية، وعالم الرياضيات والجغرافي كلوديوس بطليموس ذي الأصل اليوناني المصري، والمفكرين البارزين في فترة ما بعد القسطنطينية جون كريسوستوم وأوغسطين اللذين كانا من أصول سورية وبربرية، على التوالي، والمؤرخ جوزيفوس فلافيوس ذي الأصول اليهودية، إذ تحدث اليونانية وكتب بها.

## السياسة
أتاح الرومانيون لأفراد الشعوب الخاضعة الحصول على الجنسية الرومانية، ومنحوا أحيانًا الجنسية لمجتمعات بأكملها؛ وبذلك، أصبح «الرومان» أقل وأقل تقسيم عرقي وأكثر تعيين سياسي.
بحلول عام 211 ميلادي، مع مرسوم كاراكلا الذي يُعرف باسم كونستوتيو أنطونينا، أصبح كل السكان الأحرار في الإمبراطورية مواطنين تابعين لها. نتيجةً لذلك، وحتى بعد سقوط الإمبراطورية الرومانية الغربية، استمر الأشخاص الذين بقوا داخل الإمبراطورية في تسمية أنفسهم رومان، على الرغم من بروز اليونانية كلغة رئيسية في البلاد. إذ استمروا في مناداة أنفسهم رومايوي (كان هيلينس يشير إلى اليونانيين الوثنيين (غير المسيحيين) حتى الحملة الصليبية الرابعة، المترتبة على الانشقاقات اللاحقة والانكماش الحتمي الذي لا رجعة فيه للعوالم اليونانية البيزنطية، التي أدت في النهاية إلى النموذج الأولي للقومية اليونانية خلال العصر العثماني وحتى إلى العصور الحديثة.